# Надарево
Село Надарево се налази у општини Трговиште у Бугарској. Према подацима од 21.07.2005. године има 549 становника.